# Sulayman ibn Hasan
Sulayman ibn Hasan (mort el 1597) fou un daï ismaïlita del Iemen. Era net de Yusuf ibn Sulayman, el 24è dai mutlak dels ismaïlites mustali-tayyibites. Sota el 26è dai Dawud ibn Adjabshah (mort el 1589) fou el seu delegat al port de Mukha. El 1589 va pujar a la direcció de la comunitat Dawud ibn Kutbshah, hi va restar a Mukha. Llavors dues vídues de Dawud ibn Adjabshah, dos fills i un secretari foren acusat de malversació i van desviar el problema (1592) movent a Sulayman que era el seu parent i al que estaven aliats, el qual va reclamar la successió; no obstant no va aconseguir el suport de la comunitat de Mukha i es va haver de retirar a Haraz on també fou rebutjat; llavors va anar a Nadjran on els Banu Yam (de la tribu Hamdan) que s'havien fet ismaïlites, li van donar suport. Empresonat pels otomans (1592) es va poder escapar el 1595 i va anar a l'Índia arribant a Ahmedabad on va intentar ser reconegut obrint un procés contra Dawud a un tribunal de l'emperador mogol; va morir abans de conèixer el veredicte (favorable a Dawud) a Lahore el 12 de maig de 1597. Conegut el resultat del judici, els ismaïlites de l'Índia van donar suport a Dawud, però la minoria al Iemen que s'havia decantat per Sulayman va persistir en la dissidència i es van formar les sectes ismaïlites dels dawudites i sulaymanites.